# Haut-Loquin
Haut-Loquin település Franciaországban, Pas-de-Calais megyében. Lakosainak száma 185 fő (2022. január 1.). Haut-Loquin Audrehem, Journy, Rebergues, Alquines és Escœuilles községekkel határos.

## Népesség
A település népességének változása:
| Lakosok száma | 183  | 191  | 189  | 185  | 182  | 179  | 176  | 180  | 185  |
|               | 2013 | 2015 | 2016 | 2017 | 2018 | 2019 | 2020 | 2021 | 2022 |